# Bill Cleary
William John (Bill) Cleary (Cambridge (Massachusetts), 19 augustus 1934) is een voormalig Amerikaans ijshockeyer. 
Cleary veroverde tijdens de Olympische Winterspelen 1956 in het Italiaanse Cortina d'Ampezzo de zilveren medaille achter de Sovjet-Unie. In zeven wedstrijden maakte Cleary vijf doelpunten.
Vier jaar later won Cleary tijdens de Olympische Winterspelen 1960 in eigen land de gouden medaille zijn broer Bob was ook onderdeel van het team. Dit was de eerste keer dat de Amerikaanse ploeg olympisch goud won bij het ijshockey. Tijdens dit toernooi maakte Cleary in zeven wedstrijden zeven doelpunten.